# Sodawasser

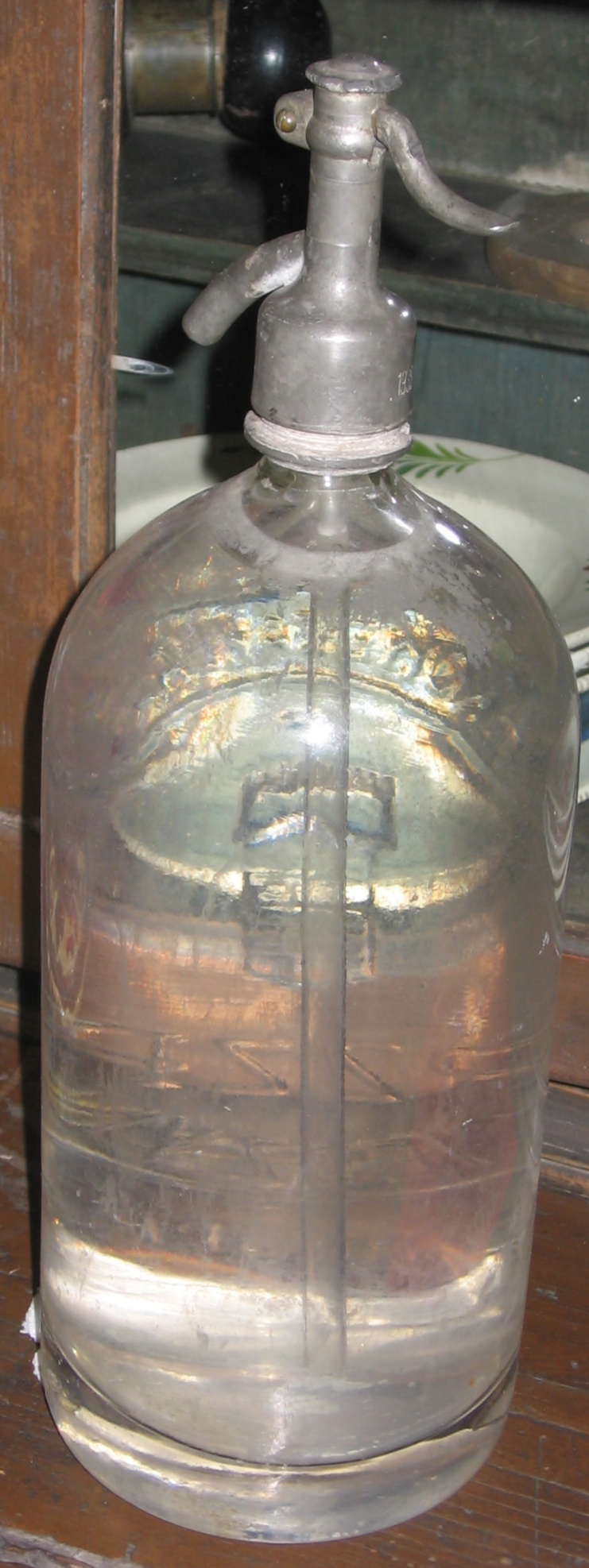
Alte Siphonflasche für Sodawasser

Sodawasser (auch Soda genannt) ist ein mit Kohlenstoffdioxid angereichertes Wasser, das zur Gruppe der alkalischen Säuerlinge zählt. Durch das meist auch enthaltene Natriumhydrogencarbonat (Natron/NaHCO3) schmeckt es leicht nach Lauge (seifig).
Bekannte Sodawässer kommen aus Fachingen, Karlsbad, Marienbad, Niederselters und Vichy.
Sodawasser ist auch Bestandteil zahlreicher Longdrinks und Cocktails.

## Definition
Die Definitionen sind in den einzelnen Staaten verschieden. In Deutschland gilt: „Bei Tafelwasser, das mindestens 570 Milligramm Natriumhydrogencarbonat in einem Liter sowie Kohlendioxid [d. h. Kohlensäure] enthält, kann die Bezeichnung des Lebensmittels ‚Tafelwasser‘ durch ‚Sodawasser‘ ersetzt werden.“ Umgangssprachlich wird dort unter „Sodawasser“ auch ein nur mit Kohlendioxid versetztes Tafelwasser verstanden. In Österreich kann – gemäß Codex Alimentarius Austriacus – „[b]ei Tafelwasser mit einem Mindestgehalt von 4 g/l Kohlenstoffdioxid […] die Sachbezeichnung ‚Sodawasser‘ lauten.“
Sodawasser, wie es seit 1826 in der vom ungarischen Benediktinerpater Ányos Jedlik erfundenen Siphonflasche abgefüllt wurde, wurde in vielen kleinen Getränkeerzeugungen, die man fast in jedem Ort vorfand, hergestellt. Diese existieren heute nur noch selten. So gab es im Burgenland im Jahr 2010 noch etwa 22 kleine Getränkehersteller. Im Handel sind heute Trinkwassersprudler erhältlich, mit denen in Gaststätten und im privaten Haushalt einfach und günstig aus Leitungswasser „Sodawasser“ hergestellt werden kann. Diese Angebote erfüllen aber meist nicht die deutsche Definition von Sodawasser, da zwar die nötige Menge Kohlensäure, aber nicht die nötige Konzentration von Natriumhydrogencarbonat gegeben ist.

## Geschichte
Joseph Priestley gelang 1767 die erste Herstellung von Sodawasser in einer Brauerei in Leeds, indem er zufällig Schwefelsäure in eine kalkhaltige Lösung leitete und das entstandene Kohlenstoffdioxid (CO2) in einem Becher mit Wasser löste. Er schrieb über die „eigentümliche Befriedigung“, die er beim Trinken empfand, und veröffentlichte 1772 eine Abhandlung mit dem Titel Impregnating Water with Fixed Air (deutsch: Imprägnierung von Wasser mit fester Luft) Priestleys Apparat, der fast identisch mit dem von Henry Cavendish fünf Jahre zuvor verwendeten war und eine Blase zwischen dem Generator und dem Absorptionstank enthielt, um den Kohlendioxidfluss zu regulieren, wurde bald von vielen anderen übernommen. Doch erst 1781 begann die Produktion von kohlensäurehaltigem Wasser im großen Stil mit der Gründung von Unternehmen, die sich auf die Herstellung von künstlichem Mineralwasser spezialisierten. Die erste Fabrik wurde von Thomas Henry aus Manchester gebaut. Henry ersetzte die Blase in Priestleys System durch große Blasebälge.
Obwohl Priestleys Entdeckung letztlich zur Entstehung der Erfrischungsgetränkeindustrie führte - die 1783 mit der Gründung von Schweppes durch Johann Jacob Schweppe begann, um in Flaschen abgefülltes Sodawasser zu verkaufen -, profitierte er finanziell nicht von seiner Erfindung.
Priestley erhielt wissenschaftliche Anerkennung, als der Rat der Royal Society auf der Jahrestagssitzung der Royal Society am 30. November 1773 dazu bewogen wurde, ihren Entdecker mit der Copley-Medaille auszuzeichnen.

## Sodawasser in der Natur
Grundwasser und Oberflächenwässer enthalten typisch Kohlenstoffdioxid (CO2). Diese Wässer tauschen CO2 mit der Atmosphäre aus, bis sich ein Lösungsgleichgewicht gegenüber dem Partialdruck in der Gasphase einstellt. Tiefenwässer, die unter hohem Druck stehen, können CO2 in hoher Konzentration lösen. Bedingung ist, dass CO2 aus vulkanischen oder anderen, etwa fossilen Quellen hinzutritt. Wird solches Wasser unter Aufrechterhaltung eines gewissen Drucks gefördert, bleibt der CO2-Gehalt erhalten, ohne vollständig auszugasen. Es kann als Mineral- oder Tafelwasser „mit natürlicher Kohlensäure“ abgefüllt werden.
Der weltweit tiefste Sodasee ist der Vansee im Armenischen Hochland der Türkei. Dessen Wasser enthält beträchtliche gelöste Mineralanteile, so dass der Zusammensetzung gemäß Natriumchlorid und Natriumcarbonat bzw. Natriumhydrogencarbonat (Soda oder Trona) bei Verdunstung als kristalline Niederschläge gebildet werden und Evaporite entstehen können.